# Jozef Franko
Jozef Franko (18. února 1925 – 27. května 1986) byl slovenský a československý politik Komunistické strany Slovenska a poúnorový poslanec Národního shromáždění ČSR.

## Biografie
Ve volbách roku 1954 byl zvolen do Národního shromáždění za KSS ve volebním obvodu Prešov-venkov. V parlamentu zasedal do konce jeho funkčního období, tedy do voleb v roce 1960.
K roku 1954 se profesně uvádí jako soukromý zemědělec v obci Lemešany. V roce 1964 se uvádí jako člen Ústředního výboru Komunistické strany Slovenska.
Byl pohřben na hřbitově v obci Lemešany.